# Estivals
 Estivals  (en occitano Estivals) es una comuna y población de Francia, en la región de Lemosín, departamento de Corrèze, en el distrito de Brive-la-Gaillarde y cantón de Brive-la-Gaillarde Sudoeste.
Su población en el censo de 2008 era de 135 habitantes.
Está integrada en la Communauté de communes des Portes du Causse.

## Demografía
| 113 | 123 | 101 | 102 | 109 | 119 | 135 |
| Para los censos de 1962 a 1999 la población legal corresponde a la población sin duplicidades (Fuente: INSEE [Consultar]) |     |     |     |     |     |     |